# Manchester, Tennessee
Manchester är administrativ huvudort i Coffee County i Tennessee. Vid 2020 års folkräkning hade Manchester 12 212 invånare.